# Fernando Belaúnde Terry
Fernando Belaúnde Terry (Lima, 7 d'octubre de 1912 - Lima, 4 de juny de 2002) fou un arquitecte i polític peruà que fou President del Perú dos cops, de 1963 a 1968 i de 1980 a 1985.

## Biografia
Del 1930 al 1935, Belaúnde va estudiar arquitectura als Estats Units, on va assistir per primera vegada a la Universitat de Miami (on també feia classes el seu pare), i el 1935 es va traslladar a la Universitat de Texas a Austin, on va obtenir el títol d'arquitecte, i després de graduar-se treballa a Mèxic. El 1937 torna al Perú i funda la revista El Arquitecto Peruano. Va ser professor d' urbanisme a la Facultat d'Enginyeria de la Pontifícia Universitat Catòlica del Perú en 1943. El 1955 va ser el primer degà de la Facultat d'Arquitectura de la Universitat Nacional d'Enginyeria.
Va fundar el partit Frente Democrático Nacional (1942) i el Partido de Acción Popular (1956).

### Primer mandat presidencial
Fernando Belaúnde va guanyar les eleccions de 1963, convocades per la junta militar que havia donat un cop d'estat en 1962, i formà un govern de coalició amb la democràcia cristiana i amb un programa molt moderat. Hagué d'enfrontar-se a un període de fortes tensions socials, especialment amb l'aparició de les guerrilles i aixecaments camperols.
El 3 d'octubre de 1968 els militars van enderrocar el president Belaúnde Terry, i la intenció del nou president, el general Juan Velasco Alvarado no era supervisar una transició a un altre govern civil, sino establir un Govern Revolucionari de les Forces Armades per iniciar profundes i radicals reformes economiques i socials.

### Cop d'estat i exili
Fou deposat pel cop d'Estat del general Juan Velasco Alvarado el 1968, quan va jurar com a Ministre de Guerra, i fou exiliat a l'Argentina fins al 1976.
Durant la Guerra de les Malvines, fou el principal aliat de l'Argentina contra el Regne Unit. Quan Augusto Pinochet recolzà la invasió, Belaúnde s'hi va oposar i cridà a la integritat Sud-americana.

### Segon mandat presidencial
Establerta de nou la democràcia al Perú, fou elegit president novament, però el seu mandat (1980-1985) es veié erosionat per la crisi econòmica i el desenvolupament de la guerrilla maoista Sendero Luminoso.
El sol havia entrat en una caiguda impressionant i les mesures per aturar la inflació que ofegava el Perú pel retard en la indústria i el comerç causat durant la dictadura de Juan Velasco Alvarado i les seves polítiques d'estatització no havien donat resultat, i es va substituïr la moneda per l'inti, per reduir el nombre de zeros que feia cada cop més complicada la comptabilitat.

### Oposició
Des de l'oposició a Alan García, el 1988 fou un dels artífexs de la coalició de dreta Frente Democrático, que, amb Mario Vargas Llosa de candidat a la presidència del país, concorregué a les eleccions generals peruanes de 1990, però que fou derrotat per Alberto Fujimori.
El seu fill Rafael Belaúnde intentà presentar-se a la presidència del Perú el 2006, però retirà la candidatura.